# Локатор записів
У системах бронювання авіакомпаній локатор записів — це буквено-цифровий або буквений код, що використовується для доступу до певного запису. Зазвичай вони мають 6 символів, хоча наразі Easyjet використовує локатори записів, які складаються або з 6 або 7 знаків. Коли пасажир, туристичний агент або працівник авіакомпанії посилається на локатор записів, вони, як правило, мають на увазі вказівник на конкретне бронювання, яке відоме як Запис даних пасажира або ЗДП. Однак локатор записів може вказувати на записи, що містять інші форми даних. Локатори записів унікальні в межах заданої системи в певний момент часу. Оскільки кількість сполучень знаків у 6 є кінцевим, хоч і дуже великим, локатори запису отримують повторно, коли дані, до яких вони посилаються, було очищено з системи. Оскільки 1, I та L можна плутати (також 0 і O) ці символи не завжди використовуються в локаторах запису. Пул доступних сполучень знаків додатково зменшується, оскільки локатор фактично є адресою місцеположення, і є правила щодо того, які сполучення знаків можуть бути використані для таких адрес.
Оскільки термін локатор записів зазвичай використовується для позначення ЗДП, два терміни можуть сплутатися.